# بادکی (اقلید)
بادکی (اقلید)، روستایی از توابع بخش مرکزی شهرستان اقلید در استان فارس ایران است. در اين روستا طايفه كيارسي ساكن ميباشد . از جمله فامیل های آن کیومرثی، عزیزی، مسعودی ، زارعی و  نظری و..... جز اهالی این روستا هستند

## جمعیت
این روستا در دهستان شهرمیان قرار دارد و براساس سرشماری مرکز آمار ایران در سال ۱۳۸۵، جمعیت آن ۷۶ نفر (۲۲خانوار) بوده‌است.